# Sofia Inés de Hesse-Darmstadt
Sofía Inés de Hesse-Darmstadt (Darmstadt, 12 de enero de 1604-8 de septiembre de 1664) fue una princesa de Hesse-Darmstadt por nacimiento, y la esposa del elector Juan Federico del Palatinado-Sulzbach-Hilpoltstein.

## Familia
Sofía Inés era la tercera hija del landgrave Luis V de Hesse-Darmstadt y de la margravina Magdalena de Brandeburgo. Sus abuelos paternos eran el landgrave Jorge I de Hesse-Darmstadt y la condesa Magdalena de Lippe, y sus abuelos maternos eran el elector Juan Jorge de Brandeburgo y la princesa Isabel de Anhalt-Zerbst.

## Matrimonio e hijos
Se casó en 1624 con Juan Federico del Palatinado-Sulzbach-Hilpoltstein. De esta unión hubo descendencia, pero ninguno de sus hijos sobrevivió a la infancia.
1. Ana Luisa (11 de octubre de 1626-23 de febrero de 1627).
2. María Magdalena (27 de febrero de 1628-17 de junio de 1629).
3. Felipe Luis (26 de febrero de 1629-8 de agosto de 1632).
4. Juan Federico (25 de marzo de 1630-22 de mayo de 1630).
5. una hija sin nombre (22 de abril de 1631).
6. María Leonora (28 de marzo de 1632-23 de noviembre de 1632).
7. Juana Sofía (2 de septiembre de 1635-19 de agosto de 1636).
8. Ana Magdalena (5 de marzo de 1638-29 de julio de 1638).